# 野狐人気争覇戦
野狐人気争覇戦（のぎつねにんきそうはせん、野狐人气争霸赛）は、中国のネット碁サイト「野狐囲碁」による囲碁の棋戦。2019年に開始。ネット対局に参加する棋士のうち人気の上位32名によって行われ、参加棋士には中国の他、韓国、日本、台湾の棋士も含まれる。
- 優勝賞金は、50万元

## 方式
- トーナメント方式
  - 1回戦は、17-24位と、25-32位が対戦
  - 2回戦は、1回戦勝者同士が対戦。
  - 3回戦は、13-16位と、2回戦勝者が対戦。
  - 4回戦は、9-12位と、3回戦勝者が対戦
  - 5回戦は、5-8位と、4回戦勝者が対戦。
  - 6回戦は、1-4位と、5回戦勝者が対戦。
  - 6回戦勝者4名によるトーナメント戦で、準決勝と決勝を行う。（各三番勝負）

## 歴代優勝者と決勝戦
（左が優勝者）
- 第1期 2020年4月 童夢成 2-1 井山裕太
- 第2期 2020年7月 辜梓豪 2-0 党毅飛
- 第3期 2021年8月 柯潔 2-0 李欽誠
- 第4期 2021年

## 過去の大会
（()は順位とハンドルネーム）

### 第1期
2019年6-9月の順位で出場者を決定。1回戦から準決勝は2019年10月12日から12月27日まで、決勝戦は2020年1月13日、4月14、22日に実施。
- 1回戦

元晟溱(17,wonfun) < 張涛(32,死神永生)
党毅飛(18,我想静静了) > 柯潔(31,潜伏)
孫騰宇(19,天地皆醉) < 井山裕太(30,Callaway)
丁浩(20,風骨上人) < 謝爾豪(29,終結者5)
連笑(21,剣過無声) > 於之瑩(28,無痕)
李欽誠(22,black2012) < 李維清(27,三目中林)
申旻埈(23,sniperkill) < 韓一洲(26,NIPOHC)
芝野虎丸(24,tlearn) < 廖元赫(25,七殺)
- 2回戦 張涛 > 廖元赫、韓一洲 > 党毅飛、井山裕太 > 李維清、謝爾豪 > 連笑
- 3回戦 范廷鈺(13,ykpcx) > 謝爾豪、唐韋星(14,諸神的栄耀) < 井山裕太、檀嘯(15,段誉) < 韓一洲 - 趙晨宇(16,思想的星空) > 張涛
- 4回戦 范蘊若(9,北海的早晨) < 趙晨宇、王元均(10) > 韓一洲、江維傑(11,天啓) < 井山裕太、卞相壹(12,miracle97) > 范廷鈺
- 5回戦 范胤(5,単身情歌) < 卞相壹、陳梓健(6,咆哮) < 井山裕太、楊鼎新(7,時間之虫) > 王元均、陳耀燁(8,謎団) > 趙晨宇
- 6回戦 謝科(1,局道) < 井山裕太、童夢成(2,順利過関) > 楊鼎新、辜梓豪(3,印城之霸) > 卞相壹、羋昱廷(4,末日) < 陳耀燁
- 準決勝 井山裕太 2-0 陳耀燁、童夢成 2-0 辜梓豪
- 決勝戦 童夢成 2-0 井山裕太

### 第2期
2019年12月-2020年3月の順位で出場者を決定。1回戦から準決勝は2020年4月3日から5月29日まで、決勝戦は2020年7月4-5日に実施。
- 1回戦

孫騰宇(17,天地皆醉) < 張涛(32,死神永生)
童夢成(18,順利過関 < 朴廷桓(31,maker)
李欽誠(19,black2012) > 韓一洲(30,NIPOHC)
申旻埈(20,sniperkill) < 柁嘉熹(29,天選)
陳梓健(21,咆哮) > 李志賢(28,blackpink)
申眞諝(22,nparadigm) > 許嘉陽(27,sehgs65)
唐韋星(23,諸神的栄耀) < 范胤(26,単身情歌)
丁浩(24,風骨上人) < 王元均(25)
- 2回戦 張涛 > 王元均、朴廷桓 > 范胤、申眞諝 > 李欽誠、陳梓健 > 柁嘉熹
- 3回戦 陳耀燁(13,謎団) < 陳梓健、陳賢(14,逝去的狐影) < 申眞諝、廖元赫(15,七殺) < 朴廷桓、李維清(16,三目中林) > 張涛
- 4回戦 趙晨宇(9,思想的星空) < 李維清、江維傑(10,天啓) < 朴廷桓、卞相壹(11,miracle97) < 申眞諝、柯潔(12,潜伏) > 陳梓健
- 5回戦 范廷鈺(5,ykpcx) < 柯潔、羋昱廷(6,末日) < 申眞諝、檀嘯(7,段誉) < 朴廷桓、謝科(8,局道) > 李維清
- 6回戦 党毅飛(1,我想静静了) > 朴廷桓、楊鼎新(2,時間之虫) < 申眞諝、辜梓豪(3,印城之霸) > 謝科、范蘊若(4,北海的早晨) > 柯潔
- 準決勝 党毅飛 2-0 范蘊若、辜梓豪 2-1 申眞諝
- 決勝戦 辜梓豪 2-0 党毅飛

### 第3期
2020年4-7月の順位で出場者を決定。1-6回戦は2020年8月6日から11月29日、準決勝、決勝戦は2021年1月8-13日に実施。
- 1回戦

范胤(17,単身情歌) < 金明訓(32,noremorse)
陳梓健(18,咆哮) < 王星昊(31,漁島風)
孫騰宇(19,天地皆醉) < 崔精(30,bigstrong)
申旻埈(20,sniperkill) > 韓一洲(29,NIPOHC)
童夢成(21,順利過関) > 朴廷桓(28,maker)
李軒豪(22,曽経的回憶) > 王元均(27)
許嘉陽(23,sehgs65) > 柁嘉熹(26,天選)
唐韋星(24,諸神的栄耀) < 丁浩(25,風骨上人)
- 2回戦 丁浩 > 金明訓、許嘉陽 > 王星昊、李軒豪 > 崔精、申旻埈 < 童夢成
- 3回戦 李維清(13,三目中林) < 童夢成、申眞諝(14,nparadigm) < 李軒豪、李欽誠(15,black2012) > 許嘉陽、謝科(16,局道) < 丁浩
- 4回戦 趙晨宇(9,思想的星空) > 丁浩、楊鼎新(10,時間之虫) < 李欽誠、江維傑(11,天啓) < 李軒豪、檀嘯(12,段誉) > 童夢成
- 5回戦 柯潔(5,潜伏) > 檀嘯、廖元赫(6,七殺) > 李軒豪、范廷鈺(7,ykpcx) < 李欽誠、連笑(8,剣過無声) < 趙晨宇
- 6回戦 羋昱廷(1,MYT) < 廖元赫、党毅飛(2,我想静静了) > 趙晨宇、卞相壹(3,miracle97) < 李欽誠、辜梓豪(4,印城之霸) < 柯潔
- 準決勝 柯潔 2-0 廖元赫、李欽誠 2-0 党毅飛
- 決勝戦 柯潔 2-0 李欽誠

### 第4期
2020年12月-2021年3月の順位で出場者を決定。1回戦から準決勝は2021年4月9日から6月22日に実施。
- 1回戦

范胤(17,単身情歌) > 韓一洲(32,NIPOHC)
江維傑(18,天啓) < 申眞諝(31,nparadigm)
王元均(19) > 李軒豪(30,曽経的回憶)
孫騰宇(20,天地皆醉) > 陳必森(29,夜黒雨緊)
文敏鍾(21,chic9949) < 陶欣然(28,xihuan01)
元晟溱(22,wonfun) > 唐韋星(27,諸神的栄耀)
丁浩(23,風骨上人) > 李維清(26,三目中林)
伊凌涛(24,血色風凌) > 芝野虎丸(25,tlearn)
- 2回戦 范胤 < 伊凌涛、丁浩 < 申眞諝、王元均 < 元晟溱、孫騰宇 < 陶欣然
- 3回戦 楊鼎新(13,時間之虫) > 陶欣然、李欽誠(14,black2012) > 元晟溱、許嘉陽(15,sehgs65) > 申眞諝、童夢成(21,順利過関) < 伊凌涛
- 4回戦 廖元赫(9,七殺) > 伊凌涛、柁嘉熹(10,天選) < 許嘉陽、連笑(11,剣過無声) < 李欽誠、檀嘯(12,段誉) > 楊鼎新
- 5回戦 羋昱廷(5,MYT) < 檀嘯、范廷鈺(6,ykpcx) < 李欽誠、卞相壹(7,miracle97) < 許嘉陽、謝科(8,局道) > 廖元赫
- 6回戦 党毅飛(1,我想静静了) < 許嘉陽、趙晨宇(2,思想的星空) > 謝科、柯潔(3,潜伏) > 檀嘯、辜梓豪(4,印城之霸) > 李欽誠

- 準決勝 柯潔 2-0 趙晨宇、辜梓豪  許嘉陽
- 決勝戦